# Аракс
Ара́кс (арм. Արաքս, грабар Երասխ Ерасх, тур. Aras (Arakʿs), азерб. Araz, перс. ارس‎, Эрес) — река в Закавказье, в центральной части Армянского нагорья, крупнейший правый приток Куры. Истоки и верховья находятся в пределах территории современной Турции, на значительном протяжении среднего течения по Араксу проходят южные границы Армении и Азербайджана, низовья и устье в пределах Кура-Араксинской низменности в Азербайджане. До 1991 года по Араксу проходил участок южной государственной границы СССР. Река Аракс приобрела геополитическое значение и стала границей между Российской империей и Ираном (Персией) по Гюлистанскому (1813) и Туркманчайскому (1828) мирным договорам.
Благодаря тому, что река протекала через большинство древних столиц Армении, она стала армянским национальным символом и известна в стране как «Мать Аракс» (арм. Մայր Արաքս).

## Этимология
Река впервые упоминается древнегреческим географом Гекатеем Милетским в VI веке до н. э. как Аракс. В более поздних источниках встречались варианты Аракс, Арос, Арас и Араз. Русское традиционное название Аракс происходит из древнегреческого Ἀράξης (Aráxēs). Название реки на древнеармянском звучало как Ерасх Երասխ (Erasx), на современном новоармянском как Аракс. Древнегрузинское название Рахси (რახსი (raxsi)), современное Аракси. Азербайджанское название реки — Араз, турецкое — Арас, персидское — Эрес. Этимология названия реки спорна.
Древнеармянская историческая традиция связывает название Ерасх с сыном легендарного царя Арамаиса Ерастом, которого современные исследователи сравнивают с современником Аргишти I, урартским принцем Ериасом, чьи владения находились в Араратской долине, вдоль реки Аракс.
Некоторыми современными исследователями название реки выводится из др.-иран. *a-raxša и трактуется как «несветлый, мутный».

## Географические сведения
Аракс — крупнейший правый приток Куры. Самая большая река Армянского нагорья.
Длина — 1072 км, площадь бассейна — 102 тыс. км². Средний расход воды — 285 м³/с. Несудоходен. Используется для орошения. На Араксе расположен азербайджано-иранский гидротехнический комплекс «Аракс».
К бассейну Аракса относится 76 % территории Армении.
Притоки Аракса: Сарысу, Карасу (на территории Турции), Ахурян, Севджур, Раздан, Арпа, Азат, Веди и др. (Армения), Нахчыванчай и др. (Нахичеванская АР), Акера, Куручай и др. (Азербайджан).
Города на берегах Аракса — Джульфа, Ордубад (Нахичеванская Автономная Республика), Агарак, Мегри (Армения), Саатлы (Азербайджан), Сиах-Руд (Иран).
От истоков на склонах хребта Бингёль до впадения реки Ахурян Аракс — горная река, текущая большей частью в узком ущелье. Сначала течёт на север, затем, сливаясь с рекой Мурц, поворачивает на восток и пересекает Карское плоскогорье. Затем Аракс попадает в узкое ущелье, из которого при слиянии с Ахуряном выходит в Араратскую равнину, созданную речными наносами (Аракс ежегодно выносит 16 млн т наносов); здесь берега становятся низкими, а река разделяется на протоки. Ниже устья реки Веди Аракс входит в ущелье, которое выводит реку на Нахичеванскую равнину. Ниже впадения реки Нахчыванчай Аракс входит в каньон и до Кура-Араксинской низменности течёт большей частью в узкой долине. Последние 100 км Аракс протекает в обвалованном русле по Муганской и Мильской равнинам Азербайджана и впадает в Куру близ территориальных границ города Сабирабад.
На реке был построен в 1970 году советско-иранский (ныне азербайджано-иранский) гидроузел Аракс.
19 мая 2024 года введены в эксплуатацию гидроузлы Худаферинской ГЭС и ГЭС Гыз-Галасы.
В 2012 году был заложен фундамент ирано-армянской Мегринской ГЭС.

## Аракс в работах античных авторов
Аракс упоминается в работах античных авторов. Так, например, Аппиан указывал, что Аракс впадал в Куру. Страбон называл Аракс границей Армении и Атропатены. Согласно античному географу, река проходила по Аракской равнине в Армении до его восточной границы на Куре.
У Плутарха Аракс является пограничной рекой, отделяющей Армению от Мидии.
Страбон, «География»:

Передают, что в древности армянский Аракс в своём стремительном течении с гор разлился на широком пространстве нижележащих равнин и, не имея выхода, образовал море. Иасон же пробил расселину в скале по образцу Темпейской долины, через которую теперь воды реки низвергаются в Каспийское море.

## Галерея

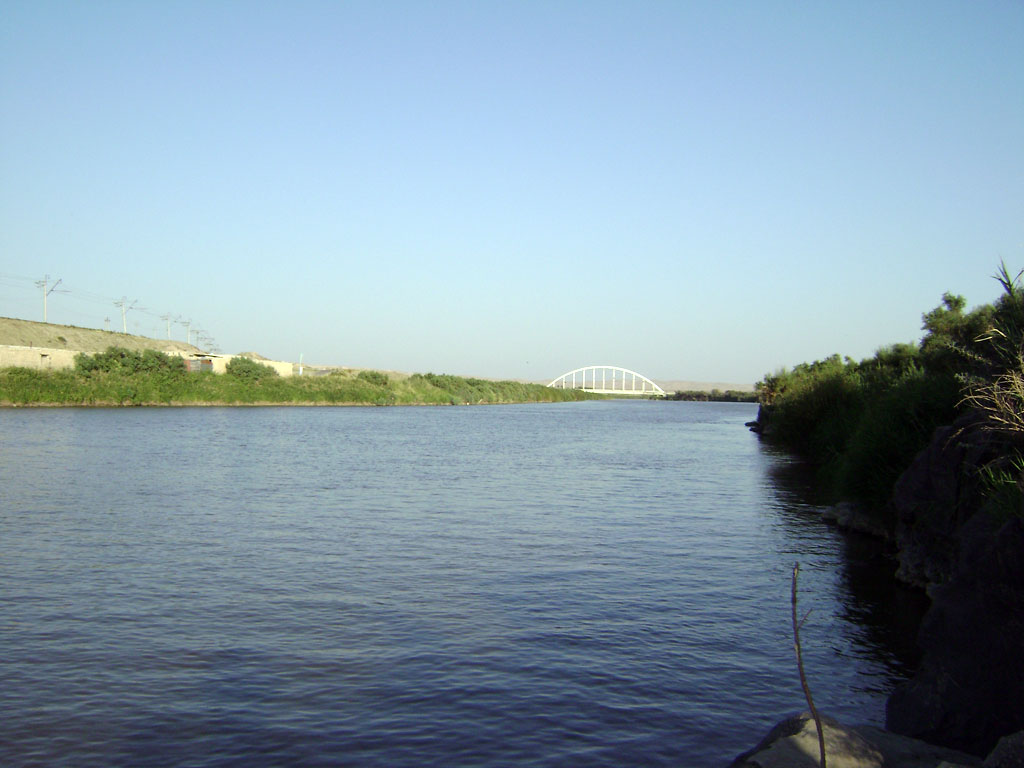
Аракс на участке азербайджано-иранской границы
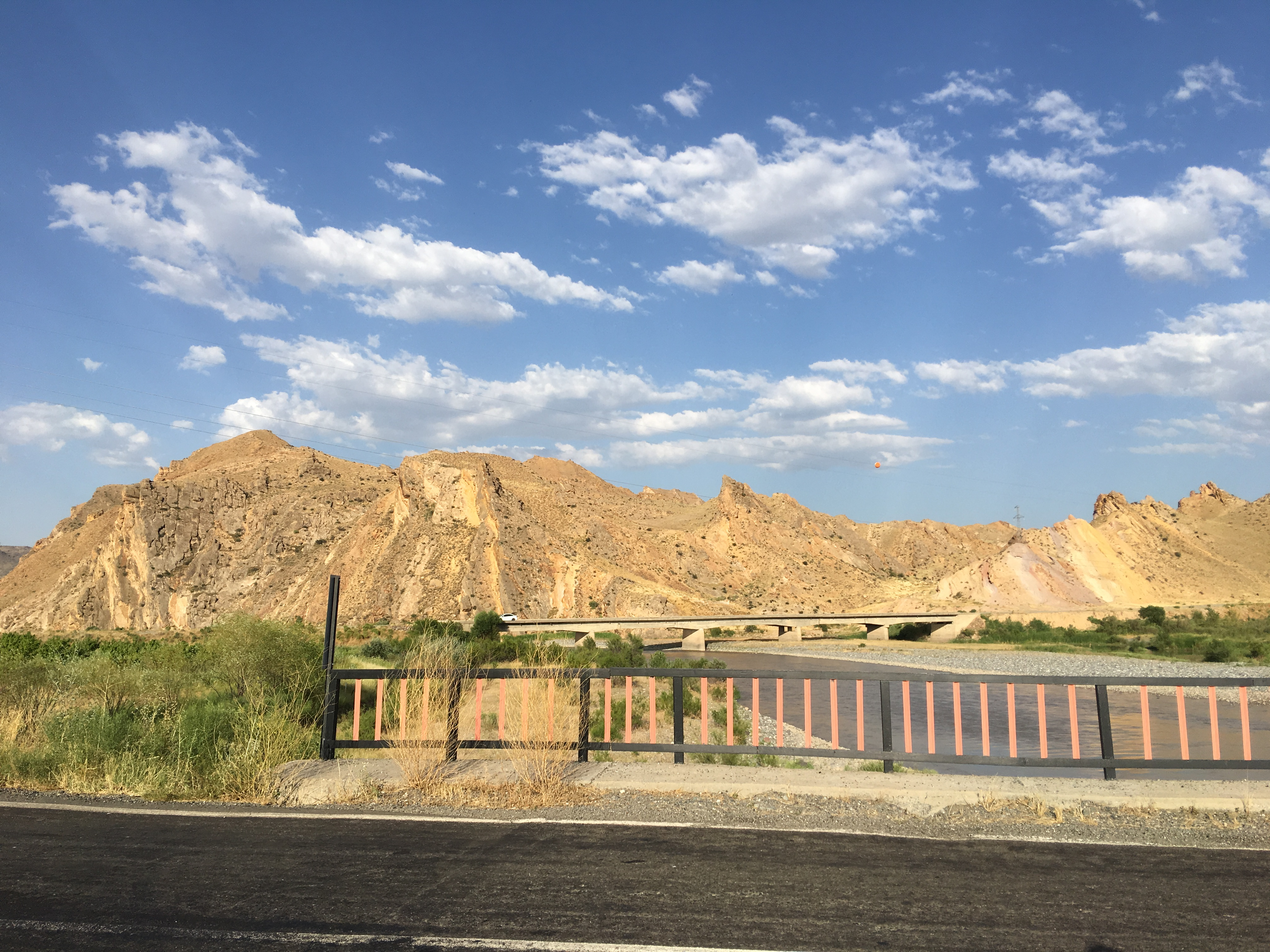
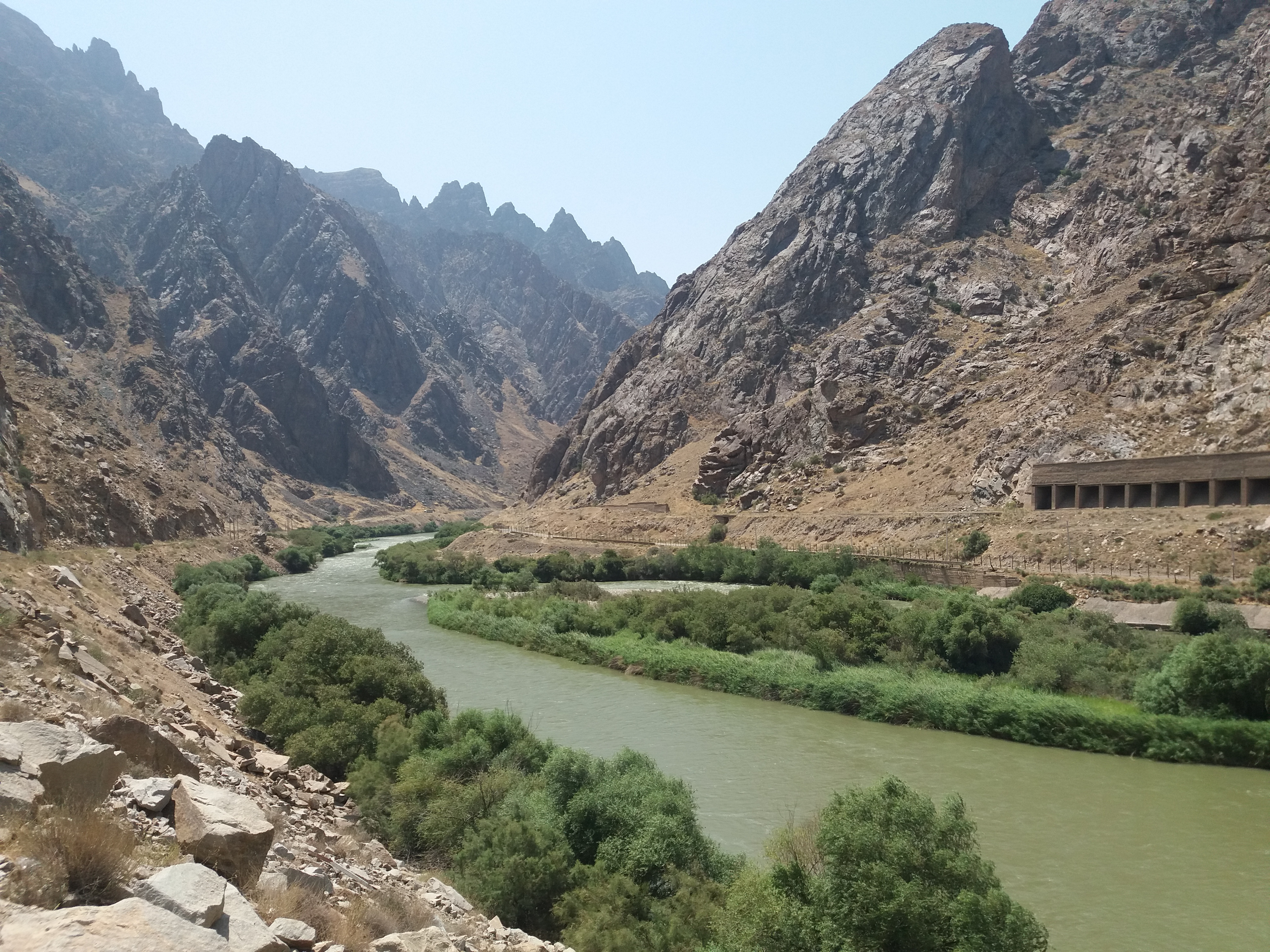
Участок армяно-иранской границы
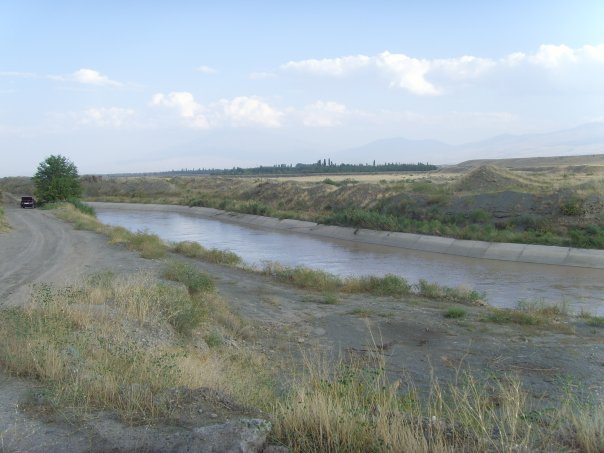
Участок армяно-турецкой границы
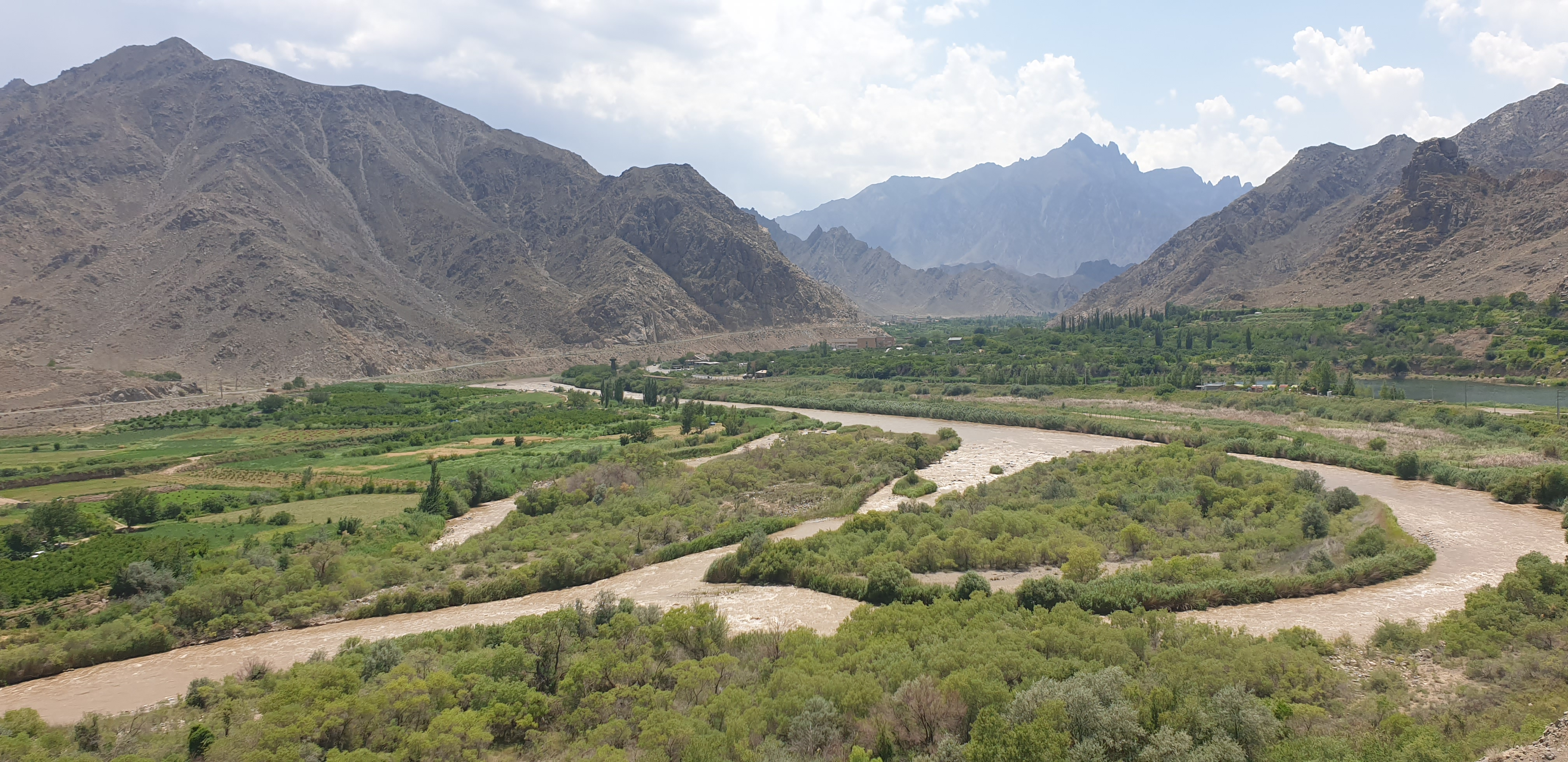
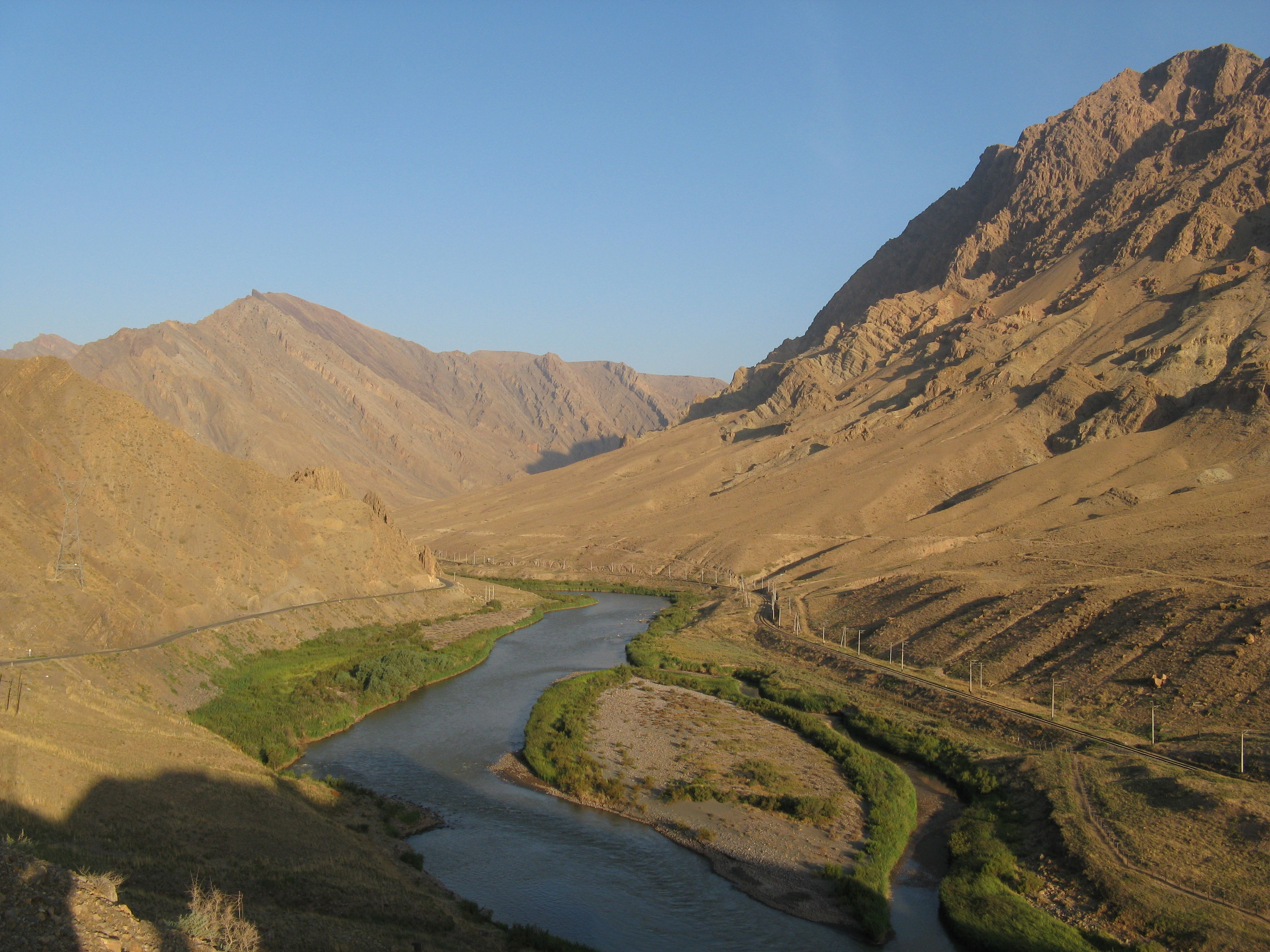
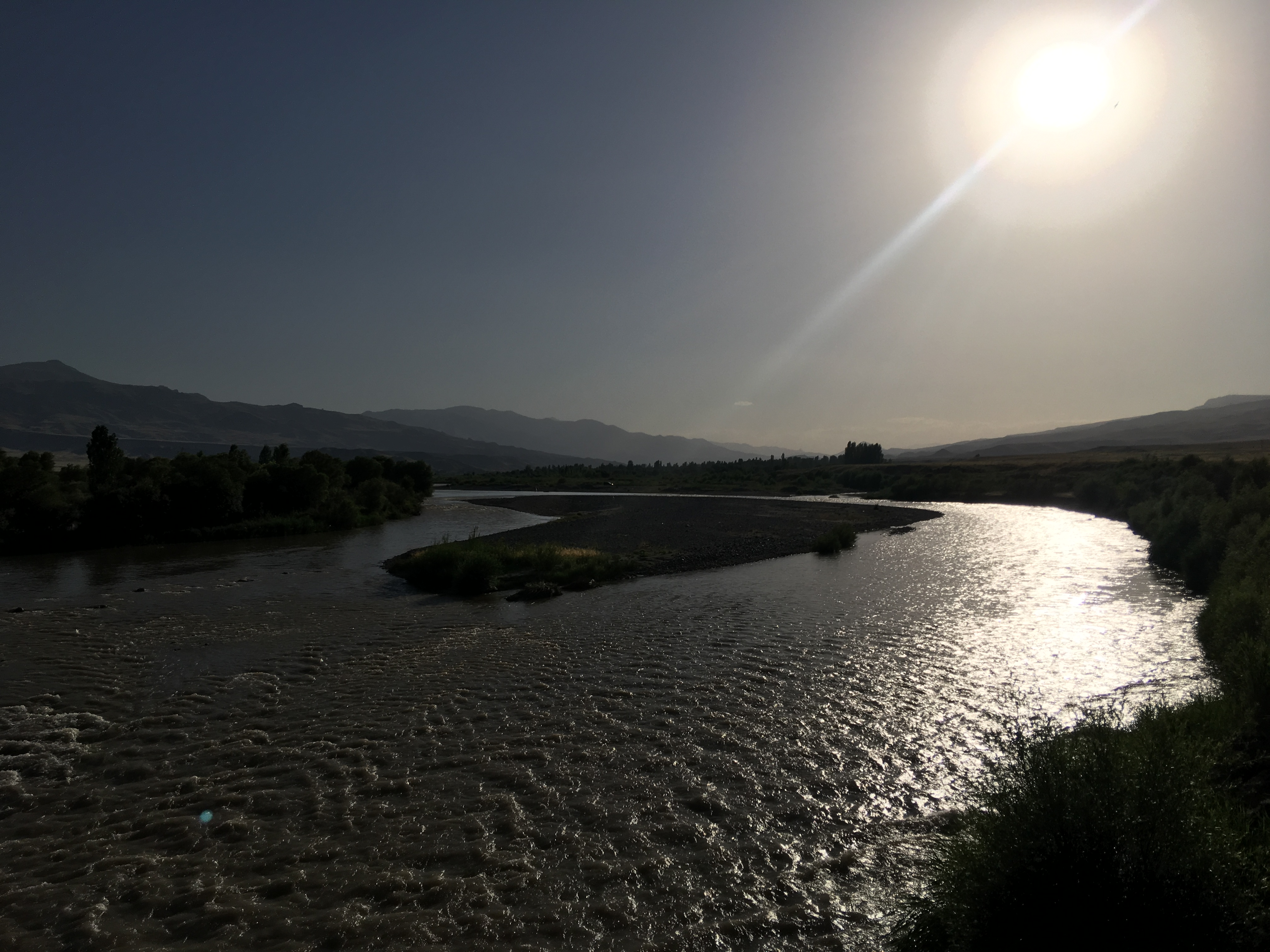